# سپولوکا
سپولوکا (به بلغاری: Spoluka) یک منطقهٔ مسکونی در بلغارستان است که در شهرستان آردینو واقع شده‌است.
 سپولوکا ۳٫۴ کیلومتر مربع مساحت و ۱۸ نفر جمعیت دارد.